# Kossorowitz

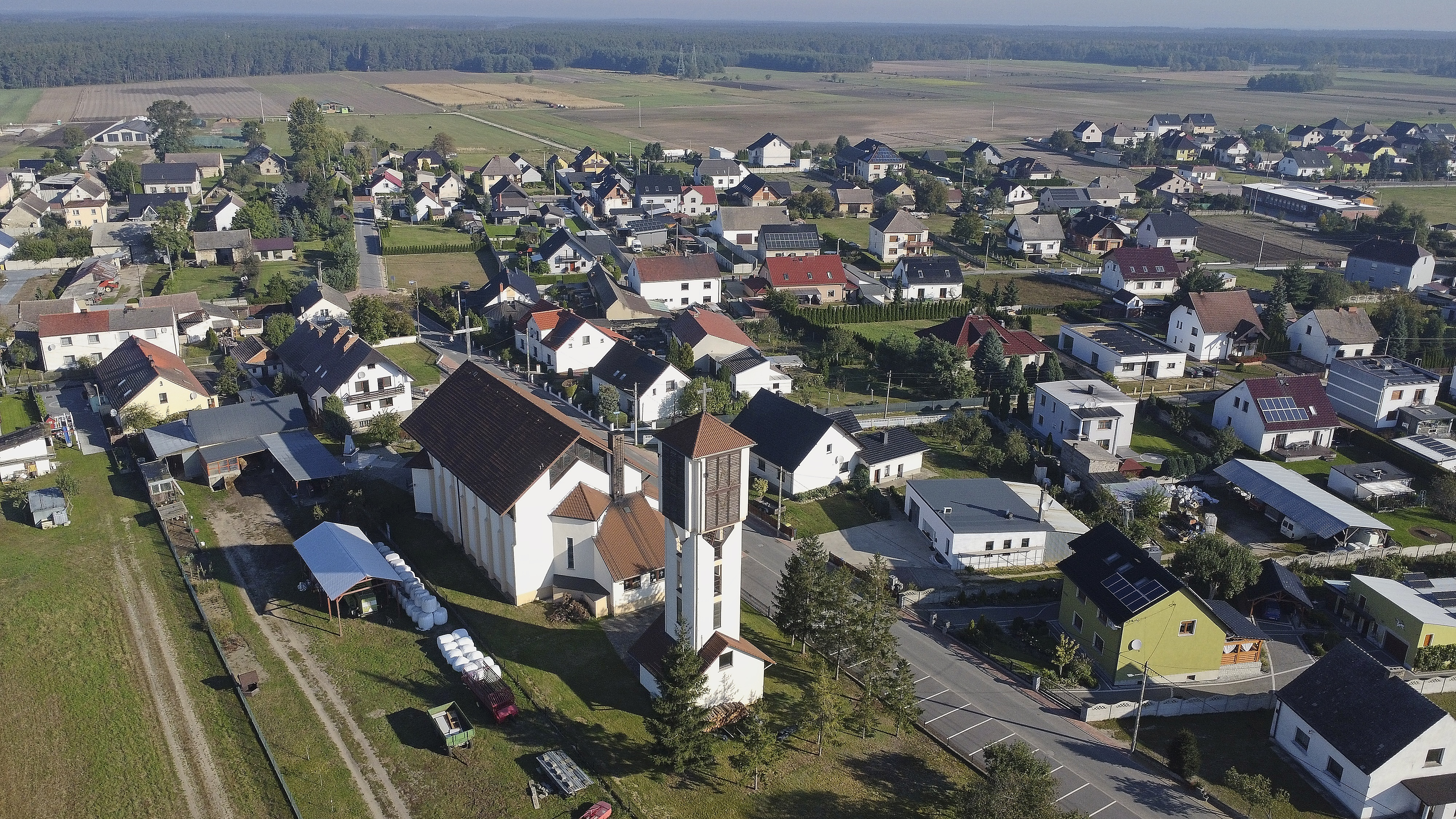
Sicht aus der Vogelperspektive

Kossorowitz (polnisch Kosorowice) ist ein Ort in der Gemeinde Tarnau im Powiat Opolski der Woiwodschaft Opole in Polen.

## Geographie
Das Straßendorf Kossorowitz liegt zwei Kilometer westlich von Tarnau und 20 Kilometer südöstlich von Opole (Oppeln) in der Schlesischen Tiefebene. Nördlich und südlich des Dorfes befinden sich zwei große Waldgebiete.
Nachbarorte von Kossorowitz sind im Osten Tarnau (Tarnów Opolski), im Südosten Gross Stein (Kamień Śląski), im Südwesten Kupferberg (Miedziana) und im Westen Przywor (Przywory).

## Geschichte

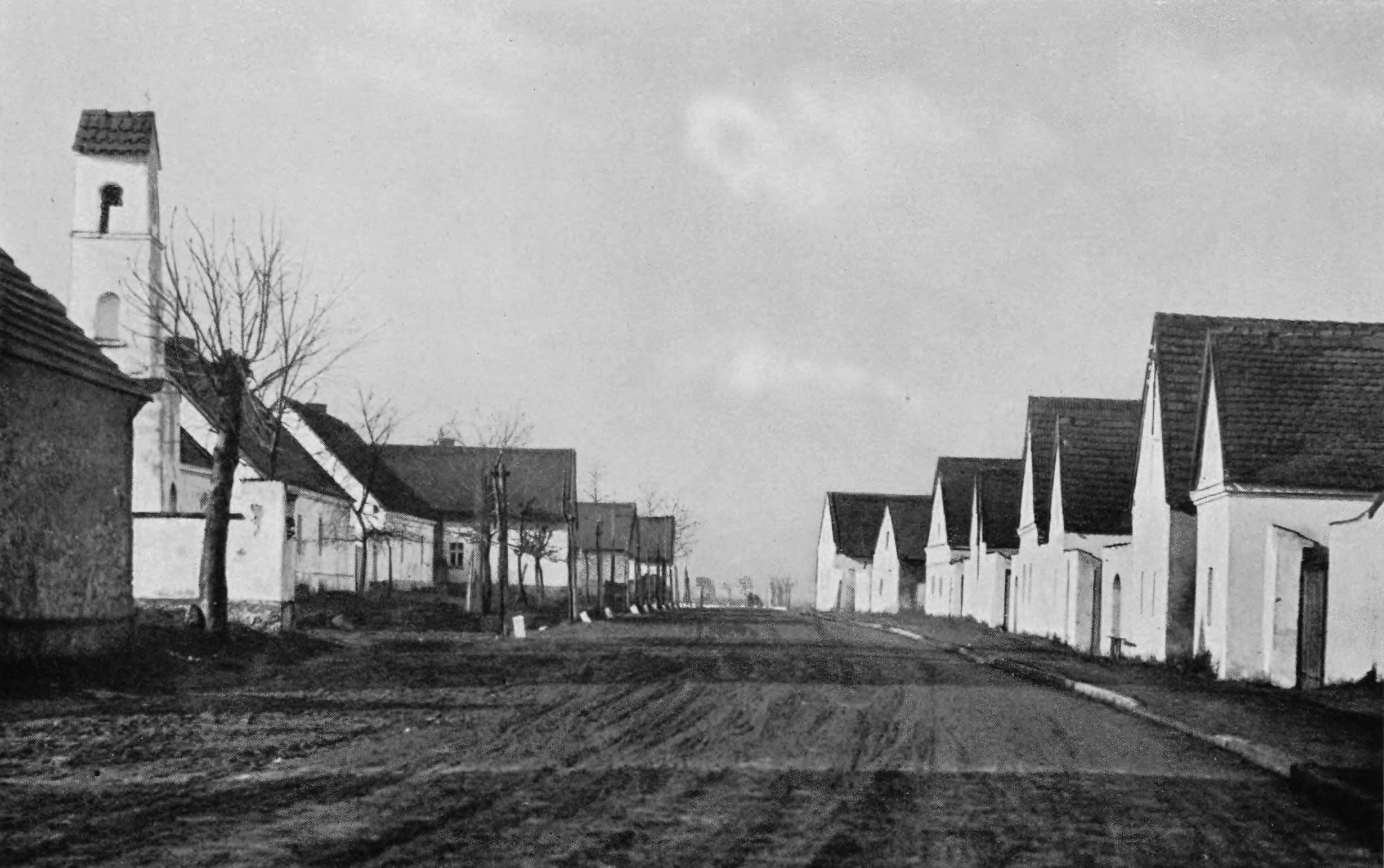
Die heutige ul. Opolska um 1930 in Richtung Westen

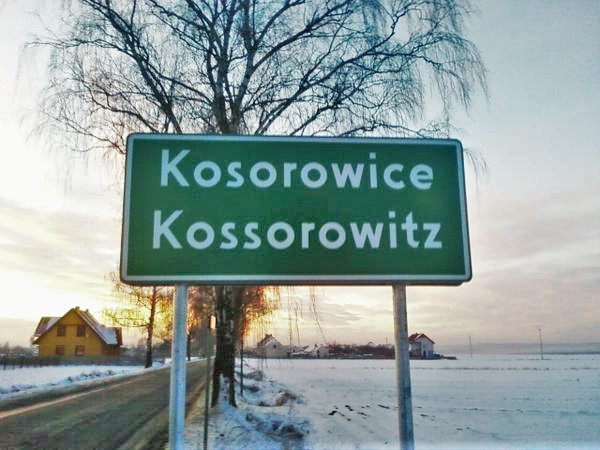
Zweisprachiges Ortsschild

Der Ort wurde 1365 das erste Mal als Kossorzowic erwähnt. 1532 erfolgte eine weitere Erwähnung als Kosorowitz.
Nach dem Ersten Schlesischen Krieg 1742 fiel Kossorowitz mit dem größten Teil Schlesiens an Preußen. 1784 zählt das Dorf elf Bauern, zwölf Häusler und 223 Einwohner.
Nach der Neuorganisation der Provinz Schlesien gehörte die Landgemeinde Kossorowitz ab 1816 zum Landkreis Oppeln im Regierungsbezirk Oppeln. 1852 zerstörte ein Feuer weitere Teile des Dorfes. 1855 lebten 354 Menschen im Ort. 1865 hatte der Ort elf Bauern, zwölf Ackerhäusler, 18 Angerhäusler und acht Einlieger. Die Bewohner waren nach Tarnau eingepfarrt und eingeschult. 1874 wurde der Amtsbezirk Przywor gegründet, welcher die Landgemeinden Konty, Kossorowitz, Kupferberg, Przywor und Tarnau und den Gutsbezirk Grudschütz umfasste. 1885 zählte der Ort 449 Einwohner.
Bei der Volksabstimmung am 20. März 1921 stimmten 33 Wahlberechtigte für einen Verbleib bei Deutschland und 324 für Polen. Der gesamte Stimmkreis Oppeln hatte mehrheitlich für Deutschland votiert, weshalb Kossorowitz beim Deutschen Reich verblieb. Am 19. Mai 1936 wurde der Ort in Grasen umbenannt. 1939 hatte Grasen 687 Einwohner. Bis 1945 befand sich der Ort im Landkreis Oppeln.
Als Folge des Zweiten Weltkrieges kam der Ort 1945 unter polnische Verwaltung und wurde in Kosorowice umbenannt. 1950 wurde Kossorowitz Teil der Woiwodschaft Ople und 1999 des Powiats Opolski. Am 15. Februar 2007 wurde in der Gemeinde Deutsch als zweite Amtssprache eingeführt. Am 14. April 2008 erhielt der Ort den zusätzlichen amtlichen deutschen Ortsnamen Kossorowitz.

## Sehenswürdigkeiten
- Römisch-katholische St.-Johannes-Nepomuk-Kirche (poln. Kościół św. Jana Nepomucena)
- Gedenktafel für die Gefallenen beider Weltkriege
- Steinerne Kapelle an der ul. Opolska

## Vereine
- Deutscher Freundschaftskreis
- Fußballverein LZS Burza Kosorowice
- Freiwillige Feuerwehr OSP Kosorowice